# حفارات الأوراق
حفارات الأوراق أو أجروميزيدى.

## الوصف المورفولوجي
الحشرة الكاملة عبارة عن ذبابة حقيقية يأخذ لون الجسم عامة اللون الغامق(أسود/بني) ماعدا الأرجل وقرون الاستشعار وعروق الأجنحة فتأخذ اللون الفاتح (أصفر/بني فاتح).

## دورة الحياة
1. تغرز الأنثى البيض فرديا تحت بشرة الأوراق السفلى.
2. يفقس عن يرقات (لها 3 أعمار يرقية) تتغذى وتسير بين بشرتي الورقة صانعة أنفاقًا سربنتينية الشكل (تسير اليرقة على جنبها/تكون البطن في جانب النفق..لذلك نجد الفضلات جانبية).
3. يتسع النفق بزيادة حجم اليرقة... تؤدي هذه الأنفاق إلى العرق الوسطى ثم إلى الساق ثم إلى منطقة التاج حيث تستمر اليرقات في التغذية وتبقى إلى أن يكتمل نموها.
4. ثم تحتفظ بجلد اليرقة الأخير وتعذر بداخله (تتحول إلى عذراء مستترة) في نهاية النفق (أو في التربة) بعد عمل ثقب للخروج.
5. ثم تتحول إلى ذبابة كاملة تعيد دورة الحياة.

الحشرات الكاملة هي ذبابة صغيرة الحجم على أسطح أو داخل نسيج الورقة لتفقس اليرقات التي تتغذى على النسيج الأوسط بين بشرتي الورقة فتحدث أنفاقًا متعرجة لونها أبيض خالية من الكلوروفيل وعند الإصابة الشديدة تذبل الأوراق حتى الجفاف.
تقوم اليرقة بحفر أنفاق متعرجة داخل الأوراق الغضة الحديثة النمو وتتغذى على محتوياتها الداخلية مما يقلل من كفاءتها في القيام بعملية التمثيل الضوئي، وفي النهاية تجف الأجزاء المصابة في الأوراق والأفرع الغضة وتنثني الأوراق الحديثة النمو على نفسها.

## عدد الأجيال
من 10-12 جيل/السنة

## مظاهر الإصابة والضرر
1. وجود أنفاق ملتوية على الأوراق.
2. وجود العذارى بكثرة في منطقة التاج يؤدي إلى منع صعود العصارة النباتية وبالتالي اختناق الأوراق وجفافها ثم سقوطها.
3. إذا حدثت الإصابة للنبات قبل أن يكمل عمر شهر تقضي عليه تماما، أما لو حدثت في عمر أكبر فيستطيع النبات المقاومة وإنتاج محصول.

في حالة الإصابة الشديدة فقط يستخدم أحد المركبات الآتية:
1-ماموسودين 60% بمعدل 150مل /لتر
2-لا مباد2500 بمعدل 100مل /100لتر
3- سيفلوثيرين اس 5% بمعدل 50مل /100لتر
4- مالت توب 250سم/600لتر
5-ادفير 150سم /100لتر
6-موسبيلديت 25جم /100لتر
7-كونفديت 50سم /100لتر

## معرض صور